# Fritz Randow
Fritz Randow (Braunschweig, 6 agosto 1952) è un batterista tedesco, noto per il suo lavoro con gli Eloy ed i Saxon.

## Biografia
Randow inizia a suonare la batteria a tredici anni, facendo parte di varie cover band. Successivamente diventa un professionista entrando nel gruppo di rock progressivo degli Eloy nel 1973. Il suo debutto è sul secondo album del gruppo, Inside, dove suona anche il flauto e la chitarra acustica. Dopo aver realizzato altri album con loro, li lascia nel 1976 per passare al gruppo krautrock degli Epitaph. Con loro incide Return to Reality nel 1979, ma li abbandona nel 1982 per tornare negli Eloy. Il gruppo incide altri dischi, ma si scioglie nel 1984. Randow, disoccupato, entra l'anno seguente nel gruppo hard rock dei Victory per sostituire Bernie Van Der Graf, fuoriuscito dopo la registrazione del primo disco. Con loro incide cinque album fino a quando non li lascia nel 1993.
Nel 1994 si unisce ai Sinner che lascia nel 1999 per cogliere la ghiotta occasione di unirsi ai britannici Saxon. La permanenza nel combo dello Yorkshire gli dà fama mondiale e permette a molte persone di conoscere il suo talento. Nel 2004 lascia il gruppo per dedicarsi ad altri progetti, non escludendo di riunirsi al combo in futuro. Viene sostituito da un altro tedesco, Jörg Michael. Attualmente vive a Raum (Hannover) e cerca di promuovere giovani gruppi tedeschi con il sito Germany's First, dove gli emergenti hanno la possibilità di pubblicare loro MP3 che vengono votati dagli utenti all'interno di una competizione che può portare all'assegnazione di un premio ai vincitori.

## Discografia

### Eloy
- 1973 - Inside
- 1974 - Floating
- 1975 - Power And The Passion
- 1982 - Time to Turn
- 1983 - Performance
- 1984 - Metromania

### Epitaph
- 1979 - Return to Reality

### Victory
- 1986 - Don't Get Mad... Get Even
- 1987 - Hungry Hearts
- 1989 - Culture Killed The Native
- 1990 - Temples Of Gold
- 1992 - You Bought It - You Name It

### Sinner
- 1994 - Respect
- 1995 - Bottom Line
- 1996 - In The Line Of Fire (Live In Europe)
- 1996 - Judgement Day
- 1998 - The Nature of Evil

### Saxon
- 1999 - Metalhead
- 2001 - Killing Ground
- 2002 - Heavy Metal Thunder